# Mutzenhouse
Mutzenhouse település Franciaországban, Bas-Rhin megyében. Lakosainak száma 450 fő (2022. január 1.). Mutzenhouse Hohfrankenheim, Schwindratzheim, Waltenheim-sur-Zorn és Hochfelden községekkel határos.

## Népesség
A település népességének változása:
| Lakosok száma | 413  | 439  | 460  | 456  | 465  | 477  | 469  | 460  | 450  |
|               | 2013 | 2015 | 2016 | 2017 | 2018 | 2019 | 2020 | 2021 | 2022 |